# Nicholas Gonzalez

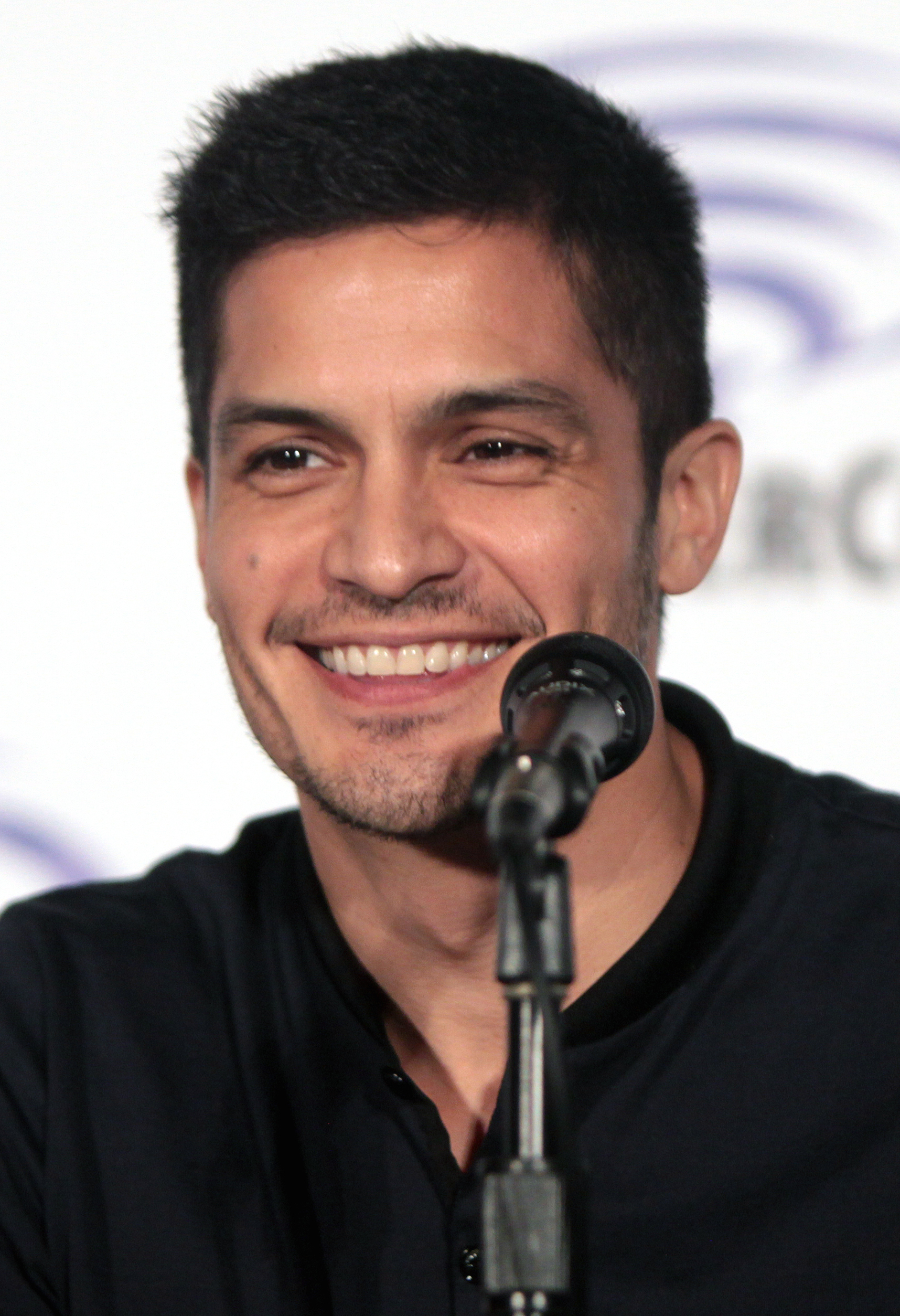
Nicholas Gonzalez bei der WonderCon 2016 in Los Angeles

Nicholas Edward Gonzalez (* 3. Januar 1976 in San Antonio, Texas) ist ein US-amerikanischer Schauspieler.

## Leben
Gonzalez machte seinen Schulabschluss auf der Central Catholic High School in San Antonio, Texas und besuchte die Stanford University in Palo Alto, Kalifornien, wo er mit einem Bachelor in englischer Literatur abschloss. Er verbrachte 2 Semester an der Oxford University in England, wo er zu englischer Literatur und Dichtung forschte.
1998 zog Gonzalez nach Los Angeles, wo er Serienauftritte in ABCs Dharma und Greg und One World bekam. Später spielte er Fidel Castros Sohn in dem Film My Little Assassin und Andy in der Fernsehserie Undressed – Wer mit wem?.
2004 bekam er für 6 Episoden eine Rolle in O.C., California. Ebenfalls 2004 war er mit Anacondas: Die Jagd nach der Blut-Orchidee im Kino zu sehen. Seitdem war Gonzalez in zahlreichen weiteren Film- und Fernsehrollen zu sehen.
Außerdem war er 2015 in dem Videospiel Battlefield Hardline als Detektiv Nicholas Mendoza zu sehen.

## Filmografie (Auswahl)
- 1998: Dharma & Greg (Fernsehserie, Folge 2x09)
- 1999: Undressed – Wer mit wem? (Undressed, Fernsehserie, 6 Folgen)
- 2004: Anacondas: Die Jagd nach der Blut-Orchidee (Anacondas: The Hunt for the Blood Orchid)
- 2004–2005: O.C., California (The O.C., Fernsehserie, 6 Folgen)
- 2004–2005: Law & Order: Special Victims Unit (Fernsehserie, 2 Folgen)
- 2005: Ghost Whisperer – Stimmen aus dem Jenseits (Ghost Whisperer, Fernsehserie, Folge 1x11)
- 2005: Dirty
- 2006: Im Fadenkreuz II – Achse des Bösen (Behind Enemy Lines II: Axis of Evil)
- 2007: Grey’s Anatomy (Fernsehserie, Folge 4x02)
- 2009–2010: Melrose Place (Fernsehserie, 8 Folgen)
- 2009: CSI: Miami (Fernsehserie, Folge 7x15)
- 2011: Off the Map (Fernsehserie, 9 Folgen)
- 2011: Two and a Half Men (Fernsehserie, 2 Folgen)
- 2011: Grimm (Fernsehserie, Folge 1x11)
- 2013–2014: Sleepy Hollow (Fernsehserie, 6 Folgen)
- 2014: The Purge: Anarchy
- 2014: Resurrection (Fernsehserie, Folge 1x01)
- 2014–2015: Jane the Virgin (Fernsehserie, 3 Folgen)
- 2015: Bones – Die Knochenjägerin (Bones, Fernsehserie, Folge 11x06)
- 2015–2016: The Flash (Fernsehserie, 3 Folgen)
- 2016: Bordertown (Fernsehserie, 13 Folgen, Stimme)
- 2016: Navy CIS (NCIS, Fernsehserie, Folge 14x01)
- 2016: Frequency (Fernsehserie, 3 Folgen)
- 2016–2017: Bosch (Fernsehserie, 2 Folgen)
- 2016–2017: Pretty Little Liars (Fernsehserie, 12 Folgen)
- 2017: Rosewood (Fernsehserie, Folge 2x17)
- 2017: Being Mary Jane (Fernsehserie, 11 Folgen)
- 2017: Pray for Rain
- 2017: Narcos (Fernsehserie, 2 Folgen)
- 2017–2018: How to Get Away with Murder (Fernsehserie, 4 Folgen)
- 2017–2020: The Good Doctor (Fernsehserie, 58 Folgen)
- 2019: Ein Tierarzt zu Weihnachten (Christmas On The Range)
- 2021–2024: La Brea (Fernsehserie)

## Videospiele
- 2015: Battlefield Hardline